# Parque nacional de Vilsandi
Parque nacional de Vilsandi (en estonio: Vilsandi rahvuspark) es un parque nacional en el condado de Saare, en el país europeo de Estonia. Incluye parte de la isla de Vilsandi, una serie de pequeñas islas, las partes adyacentes del oeste de Saaremaa y la península de Harilaid en Saaremaa, todo en la parroquia de Kihelkonna.
El parque pasó de ser una reserva de aves fundada en 1910 a un parque nacional en 1979. Es un ecosistema muy sensible debido a la utilización de la zona por muchas aves migratorias para la cría y nidificación. La caza está absolutamente prohibida. Este parque es un popular destino turístico para los estonios y para visitantes extranjeros, especialmente para los provenientes de Finlandia.